# Peter Tosh
Winston Hubert McIntosh, mais conhecido pelo nome artístico Peter Tosh (Grange Hill, 19 de outubro de 1944 — Westmoreland, 11 de setembro de 1987), foi um músico pioneiro de reggae/ska, conhecido pela sua militância em prol dos direitos humanos e da 
legalização da maconha. Foi assassinado em 11 de setembro de 1987, vítima de uma tentativa de assalto.

## Biografia
Peter Tosh nasceu em Grange Hill, na Jamaica. Aos quinze anos de idade, sua tia morreu e Tosh se mudou para Trenchtown, em Kingston. O jovem McIntosh começou a cantar e a tocar guitarra bem cedo, inspirado pelas estações americanas que ele conseguia sintonizar em seu rádio. No começo dos anos 1960, ele conheceu Bob Marley e Bunny Livingston, formando o grupo Wailing Wailers. Depois que Marley retornou dos Estados Unidos em 1966, os três passaram a se envolver com a religião rastafári, mudando o nome da banda para The Wailers.
Eles conseguiram um contrato com a Island Records, lançando os álbuns Catch a Fire em 1972 e Burnin' em 1973. Neste mesmo ano, Tosh se envolveu em um sério acidente automobilístico. Seu carro caiu de uma ponte, matando sua namorada e deixando Tosh com uma fratura grave no crânio. Ele sobreviveu, mas tornou-se uma pessoa ainda mais difícil de se lidar. Depois que o presidente da Island, Chris Blackwell, recusou-se a lançar seu disco solo em 1974, Tosh e Bunny deixaram os Wailers, citando o tratamento injusto que recebiam de Blackwell, que Tosh chamava de "pior que os brancos".
Ele lançou seu disco solo em 1976 pela CBS, Legalize It: a faixa-título logo tornaria-se o hino do movimento pró-maconha, além da favorita nos shows de Tosh. Também se tornou o single mais vendido do país, a despeito da proibição de que tocasse nas rádios. Sempre mostrando seu lado militante, ele lançou o álbum Equal Rights em 1977, tentando ao mesmo tempo obter o reconhecimento das massas e manter seu ponto de vista militante, mas não foi muito bem sucedido, principalmente se comparado com o sucesso obtido por seu ex-parceiro Bob Marley.
No final dos anos 1970, lançou os discos Bush Doctor e Mystic Man e, em 1981, lançou Wanted Dread And Alive, álbuns que não foram muito aclamados pelo público. Os três álbuns foram lançados pela gravadora dos Rolling Stones, a Rolling Stones Records. Mick Jagger e Keith Richards, dos Rolling Stones, participaram das gravações de Bush Doctor, incluindo o dueto de Jagger com Tosh Don't look back, uma regravação de um sucesso de 1965 do grupo vocal estadunidense The Temptations. Em 1981, Tosh atuou no videoclipe da música Waiting on a friend, dos Rolling Stones. Depois do lançamento de Mama Africa em 1983 (onde está incluído o seu maior sucesso, a regravação da canção clássica do roqueiro norte-americano Chuck Berry, Johnny B. Goode), ele entrou num autoimposto exílio, procurando auxílio espiritual de curandeiros africanos enquanto tentava se livrar de um contrato de distribuição de seus discos na África do Sul.

## Morte
Em 1987, a carreira de Peter Tosh parecia estar voltando a fazer sucesso; naquele ano, recebeu um Prêmio Grammy de Melhor Performance de Reggae por No Nuclear War. No entanto, no dia 11 de setembro, logo após Tosh retornar à Jamaica, uma gangue de três homens invadiu sua casa exigindo dinheiro. Tosh disse que não tinha, mas os três homens não acreditaram nele e permaneceram por várias horas na casa, torturando Tosh. Quando amigos de Tosh começaram a chegar à casa para cumprimentá-lo pelo seu retorno, a gangue ficou ainda mais nervosa e terminou por disparar, matando Tosh e os deejays Doc Brown e Jeff "Free I" Dixon. O líder da gangue era Dennis "Leppo" Lobban, um homem de quem Peter Tosh havia ficado amigo e ajudado até mesmo a encontrar um emprego, depois de cumprir uma longa sentença na prisão. Peter foi sepultado no seu mausoleum no dia seguinte. Leppo se entregou para as autoridades, foi julgado e condenado à morte por enforcamento, porém sua sentença foi alterada para prisão perpétua em 1995 e ele continua preso até hoje. Nenhum de seus dois cúmplices foram jamais identificados.

## Discografia
Álbuns
- 1976: Legalize It
- 1977: Equal Rights
- 1978: Bush Doctor
- 1979: Mystic Man
- 1981: Wanted Dread And Alive
- 1983: Mama Africa
- 1987: No Nuclear War

Coletâneas
- 1994: Collection Gold
- 1997: Honorary Citizen
- 1999: Scrolls Of The Prophet: The Best of Peter Tosh
- 1999: Arise Black Man
- 2004: The Essential Peter Tosh - the Columbia Years

Ao Vivo
- 1976: Live & Dangerous - Boston
- 1978: Live At My Fathers Place
- 1984: Captured Live